# Liste des évêques de Monterey (Californie)
La liste des évêques de Monterey en Californie recense les noms des évêques qui se sont succédé sur le siège épiscopal de  Monterey dans l'État de Californie aux États-Unis.
Le diocèse des Deux Californies est créé le 27 avril 1840, par détachement de celui de Sonora. Il change de dénomination le 20 novembre 1849 pour devenir le diocèse de Monterey, puis à nouveau le 7 juillet 1859 pour devenir le diocèse de Monterey-Los Angeles. Le 1er juin 1922, à la suite d'une scission qui entraîne la création du diocèse de Los Angeles-San Diego, il change une nouvelle fois de nom pour devenir le diocèse de Monterey-Fresno. 
Le 6 octobre 1967, à la suite d'une nouvelle scission qui entraîne la création du diocèse de Fresno, il prend sa dénomination actuelle : diocèse de Monterey en Californie (Dioecesis Montereyensis in California).

## Évêques

### Évêques des deux Californies
- 27 avril 1840-† 30 avril 1846 : Francisco Garcia Diego y Moreno (Francisco José Vicente Garcia Diego y Moreno)

- 1846- 1849 : José González Rúbio (José Maria González Rúbio)

### Évêque de Monterey
- 31 mai 1850-29 juillet 1853 : Joseph Alemany y Conill (Joseph Sadoc Alemany y Conill)
- 29 juillet 1853-7 juillet 1859 : Thaddeus Amat y Brusi

### Évêque de Monterey-Los Angeles
- 7 juillet 1859-† 12 mai 1878 : Thaddeus Amat y Brusi
- 12 mai 1878-1er février 1896 : Francisco Mora y Borrell
- 6 mai 1896-17 septembre 1902 : George Montgomery (George Thomas Montgomery)
- 27 mars 1903-† 18 septembre 1915 : Thomas Conaty (Thomas James Conaty)
- 18 septembre 1915-21 septembre 1917 : siège vacant
- 21 septembre 1917-1er juin 1922 : John Cantwell (John Joseph Cantwell)
- 1er juin 1922-24 mars 1924 : siège vacant

### Évêque de Monterey-Fresno
- 24 mars 1924-26 septembre 1932 : John MacGinley (John Bernard MacGinley)
- 28 avril 1933-† 3 janvier 1953 : Philip Scher (Philip George Scher)
- 3 janvier 1953-16 octobre 1967 : Aloysius Willinger (Aloysius Joseph Willinger)

### Évêque de Monterey en Californie
- 16 octobre 1967-19 janvier 1982 : Harry Clinch (Harry Anselm Clinch)
- 26 mars 1982-† 26 avril 1991 : Thaddeus Shubsda (Thaddeus Anthony Shubsda)
- 28 janvier 1992-19 décembre 2006 : Sylvester Ryan (Sylvester Donovan Ryan)
- 19 décembre 2006-† 11 juillet 2018  : Richard Garcia (Richard John Garcia)
- 27 novembre 2018-2 juillet 2025 :  : Daniel Garcia (en) (Daniel Elias Garcia)

## Source
- (en) Fiche du diocèse, sur Catholic-Hierarchy